# Ишимбаев, Ринат Сахиуллович
Ринат Сахиуллович Ишимбаев (род. 5 августа 1976, г. Ишимбай, БАССР) — советский российский шашист, судья. Международный мастер. В составе сб. Башкортостана становился чемпионом России, в составе шашечного клуба «Башнефть» неоднократно становился обладателем Кубков России и Европейских чемпионов. Чемпион России среди кадетов (1989, 1990), молодежи (1997, 1999).
Воспитанник профессионального шашечного клуба «Башнефть».  чемпион России в составе клуба (2001, 2006), обладатель Кубка Европы в составе клуба (2001).

## Биография
Родился в микрорайоне Старом Ишимбае, бывшей деревне Ишимбаево. Является потомком Ишимбая Акбердина, первопоселенца города Ишимбая.

## Образование
- 1983—1993: Ишимбайская средняя школа № 11;
- 1994—1999: УГАТУ, факультет информатики и робототехники.